# A Thousand Suns
A Thousand Suns es el cuarto álbum de estudio de la banda estadounidense Linkin Park, lanzado el 14 de septiembre de 2010 bajo el sello discográfico de Warner Bros. Records. La composición del álbum fue llevada a cabo por la banda, mientras que su producción estuvo a cargo del vocalista Mike Shinoda y de Rick Rubin, con quien el grupo había trabajado en su álbum de estudio anterior, Minutes to Midnight (2007). Las sesiones de grabación tuvieron lugar en los NRG Recording Studios en North Hollywood (Los Ángeles, California) desde 2008 hasta principios de 2010.
A Thousand Suns es un álbum conceptual que trata principalmente sobre el miedo a una guerra nuclear. La banda reconoció que, debido a la experimentación con sonidos nuevos y distintos, fue un cambio radical con respecto a sus trabajos anteriores. Shinoda afirmó en una entrevista de MTV que en su obra hacen referencia a numerosos problemas sociales como la «mezcla de ideas humanas con la tecnología» y los «temores [del hombre], el miedo de lo que va a ocurrir en el mundo». El título del álbum proviene de una cita del texto sagrado hinduista Bhagavad Gītā, recordada por Robert Oppenheimer tras la creación de la bomba atómica: «Si cientos de miles de soles aparecieran en el cielo al mismo tiempo, su brillo podría semejarse al de la refulgencia de la Persona Suprema en esa forma universal».
El sencillo principal del álbum, «The Catalyst», se estrenó por radio y se publicó en tiendas de música digitales el 2 de agosto de 2010. Alcanzó la primera posición en las listas Alternative Songs y Rock Songs de Billboard, así como la posición 27 en la lista Billboard Hot 100. Se publicaron tres sencillos más para promocionar el álbum: «Waiting for the End», «Burning in the Skies» y «Iridescent»; «The Catalyst» y «Waiting for the End» recibieron certificaciones de oro de la RIAA. Además, la banda organizó A Thousand Suns Tour, una gira para promocionar el disco, que se extendió desde octubre de 2010 hasta septiembre de 2011.
Desde el momento de su publicación, el álbum recibió críticas favorables y negativas debido a la división que generó la nueva dirección musical de la banda en críticos y seguidores. A pesar de ello, fue un éxito comercial, ya que debutó en el primer puesto de varias listas musicales. Además, recibió una certificación de oro de la RIAA en febrero de 2011 y, para agosto de 2013, había vendido más de tres millones de copias a nivel internacional.

## Composición y grabación
En noviembre de 2008, el cantante Chester Bennington afirmó durante una entrevista que Linkin Park se encontraba trabajando en un nuevo disco y que este sería un álbum conceptual, decisión a la que habían llegado influenciados por la idea de un amigo de la banda. Si bien sostuvo que la presencia de una historia central con la que todo se relacionara le «parecía un poco intimidante», concluyó en que era una idea inspiradora y tenía mucha relación con las cosas sobre las que les gustaba componer. Por su parte, el bajista Dave «Phoenix» Farrell comentó que no estaba conforme con la etiqueta de «álbum conceptual» porque para él «representa la idea de Tommy o The Wall». Según su visión, el único concepto en el disco de Linkin Park es que hay un par de hilos que conectan las canciones y está pensado para que los seguidores lo escuchen de principio a fin. Mike Shinoda, a su vez, dijo que cuando en el proceso de grabación les preguntaban si sería un álbum conceptual, notaron que no lo tenían claro y que, al terminarlo, se dieron cuenta de que no contaba una historia y era «más abstracto» que los álbumes de ese tipo. Bennington vio que las canciones del álbum, llenas de contenido político, espiritual y social, tenían como hilo conductor una «secuencia mágica» que la banda encontró a la hora de ordenar los temas. En su opinión, el disco fue producto de no haberse forzado a seguir ninguna estructura, sino de haber dejado que las cosas fluyeran naturalmente y con libertad. Afirmó que «sería divertido poner el álbum en una sola pista de 48 minutos» en referencia a su unidad compositiva. Comentó también que el propósito del grupo fue hacer un trabajo que fuera una «experiencia multisensorial», similar a la que se obtiene tras consumir drogas.

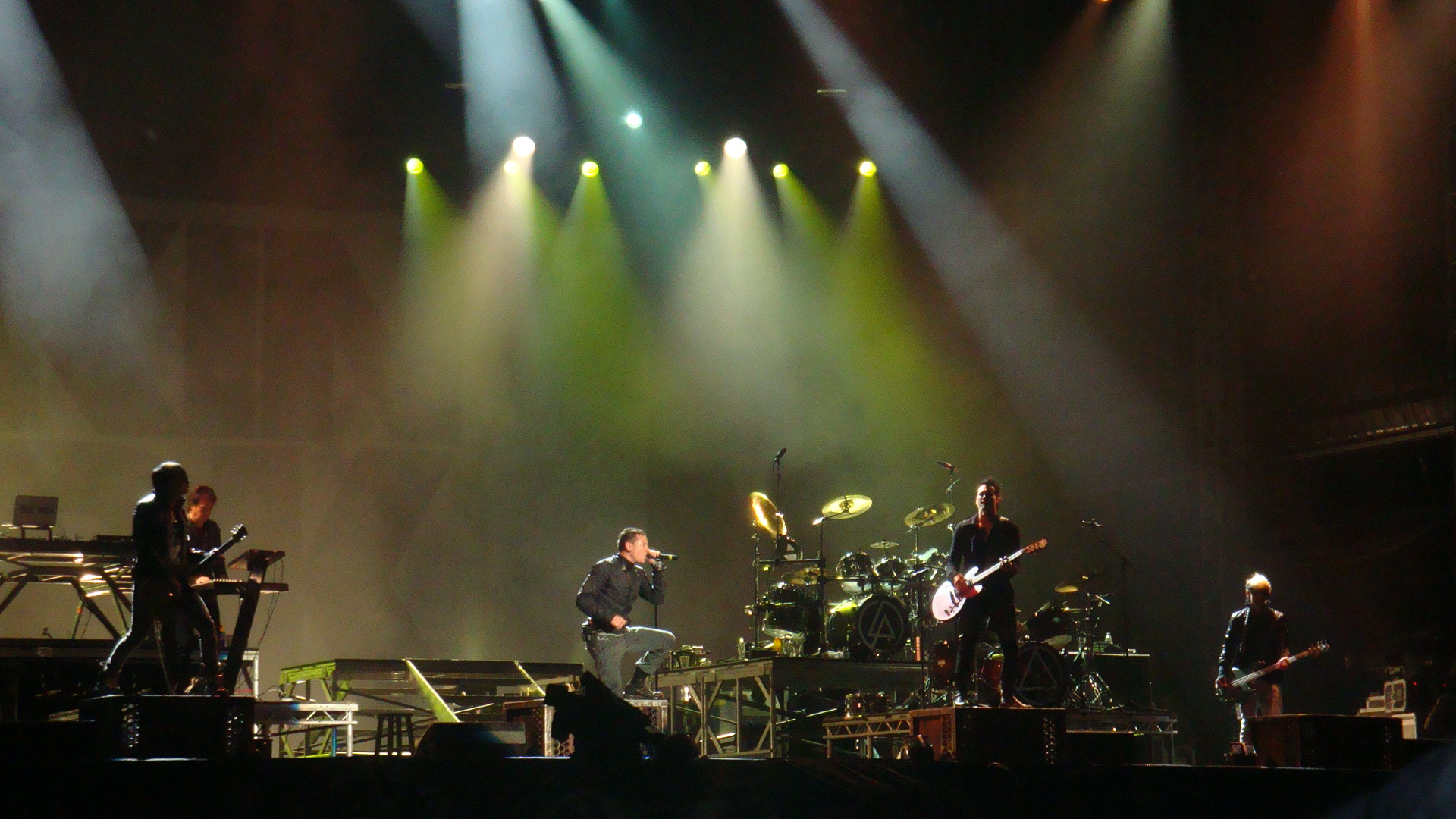
Chester Bennington compuso canciones para el álbum mientras estaba de gira con Dead By Sunrise en 2009.

En mayo de 2009, Shinoda reveló información sobre el álbum en un artículo de la revista estadounidense Billboard. Opinó que, si bien le parecía que tenían mucho material escrito, no sabía exactamente cuándo terminarían y que estaban trabajando en lo que más les atraía. Además explicó que la banda experimentaría con sonidos nuevos, distintos a los de Hybrid Theory y Minutes to Midnight, y esperaban que el disco tuviera «un sonido de vanguardia» que lo hiciera único. Bennington continuó componiendo canciones para el álbum mientras estaba de gira con Dead By Sunrise para promocionar su álbum de 2009 Out of Ashes. En una entrevista con MTV, afirmó que la banda estaba todavía trabajando en un disco conceptual, al cual definió como una «locura exagerada», y que esperaba no tener que pasar cinco o seis años más para poder publicarlo. En una entrevista con Rolling Stone, Shinoda se mostró preocupado por la calidad de las canciones y afirmó que si tenían que dar un paso atrás para asegurar la máxima calidad según sus estándares, lo iban a hacer.
La grabación del álbum comenzó en 2008, poco tiempo después del lanzamiento de Minutes to Midnight en el año 2007. Como en dicho álbum, los productores fueron Mike Shinoda y Rick Rubin, y las primeras sesiones tuvieron lugar en los NRG Recording Studios en North Hollywood (Los Ángeles, California). Shinoda sostuvo que, en el proceso de grabación, le dieron más importancia a escuchar que a hacer música. Contó que al componer «Blackout» la banda tuvo problemas para añadir una letra a la música, dado que todos sus intentos «sonaban horrible». Rubin entonces les sugirió probar la escritura automática, método que le había resultado con Tom Petty, Johnny Cash y Neil Young; le dijo a Shinoda que tomara el micrófono y fingiera que sabía la letra, para soltarse y así encontrar palabras «que encajaran» con la melodía. El músico también mencionó que nunca escribieron la letra de ciertas canciones debido a que aplicaron este método. Sobre el proceso de grabación se refirió de la siguiente manera:

Desde un punto de vista conceptual, queríamos que este disco reflejara la vida moderna. Queríamos referirnos a la manera en que los humanos y la tecnología interactúan en la actualidad, pero no de una forma obvia o de prédica. Queríamos simplemente [mostrarla]. Viéndolo en retrospectiva, sucedió con bastante naturalidad que las voces, durante el transcurso de una canción, se transformaban en algo más robótico, o la voz de Chester (Bennington) se transformaba en la mía, o las baterías de sample en las de Rob (Bourdon). Creo que eso es producto de tocar con herramientas geniales y tener mayor experiencia en el estudio en este punto de nuestras carreras. Un montón de cosas se dieron naturalmente: la mayor parte del tiempo al grabar este álbum, no hacíamos cada canción pensando en cómo queríamos que terminara, sino que íbamos con la mente abierta y dejábamos que ella nos guiara a donde quisiera ir. Creo que el crecimiento de cada canción se dio en parte gracias al hecho de que nuestra banda quería oír sonidos nuevos y emocionantes. Así que siempre que una canción daba un giro a la izquierda y empezaba a sonar como algo loco, aprovechábamos esa oportunidad.

El baterista Rob Bourdon comentó que los miembros de la banda tienden a ser «perfeccionistas» y que componen mucho material cuando están en el estudio. También dijo que les fue «difícil» hacer el álbum; como habían pasado mucho tiempo escribiendo música, era un desafío «evolucionar» y hacer a la vez algo que les divirtiera. Desligarse de las costumbres para «crecer» también les fue costoso.

## Estilo y descripción
Shinoda comentó que, en comparación con Minutes to Midnight, el nuevo álbum tendría un «hilo de consistencia» mayor, sonaría más experimental y, «con suerte, más innovador». Además, negó el parecido del disco con «New Divide», el sencillo que la banda compuso como parte de la banda sonora de Transformers: la venganza de los caídos. Christopher Weingarten de The Village Voice comparó al álbum con OK Computer, el tercer trabajo de estudio de Radiohead, porque se componía de «hooks desinhibidos», exploraba la «relación humana con la tecnología» y evitaba por completo el sonido del metal, además de contener «al menos tres canciones que podrían ser "Fitter Happier"». En cuanto a los elementos y estilos incorporados en A Thousand Suns, Weingarten señaló que la banda reemplazó los pedales de distorsión por el Vocoder de Imogen Heap, los sintetizadores de Yeasayer, el hip hop de carácter apocalíptico de El-P y el house de Ibiza. Jordy Kasko de Review Rinse Repeat comparó el estilo de A Thousand Suns con el octavo disco de estudio de Pink Floyd, The Dark Side of the Moon, y con el cuarto de Radiohead, Kid A. James Montgomery de MTV, con un pensamiento similar, también lo comparó con Kid A debido a la ausencia de guitarras, el estilo totalmente distinto al de trabajos anteriores y el mensaje del álbum, referido a los problemas y temores humanos característicos de la época. Según el DJ Joe Hahn, el título del álbum forma parte de una cita del texto sagrado hinduista Bhagavad Gītā: «Si cientos de miles de soles aparecieran en el cielo al mismo tiempo, su brillo podría semejarse al de la refulgencia de la Persona Suprema en esa forma universal», cita popularizada por J. Robert Oppenheimer en referencia a la bomba atómica, junto con «Me convertí en la muerte, la destructora de mundos» (en inglés: I am become death, the destroyer of worlds). En las notas del disco, la banda mencionó que los comentarios de Oppenheimer sobre la bomba nuclear influenciaron los temas apocalípticos de los que trata: 

Las palabras de Oppenheimer resuenan hoy no solo por su significado histórico sino también por su gravedad emocional. Por esto, A Thousand Suns lidia también con el ciclo personal de orgullo, destrucción y arrepentimiento. En la vida, como en los sueños, esta secuencia no siempre es lineal y, a veces, el remordimiento auténtico penetra este ciclo devastador. La esperanza, por supuesto, surge de la noción de que la posibilidad de cambiar nace en nuestros momentos más desgarradores.

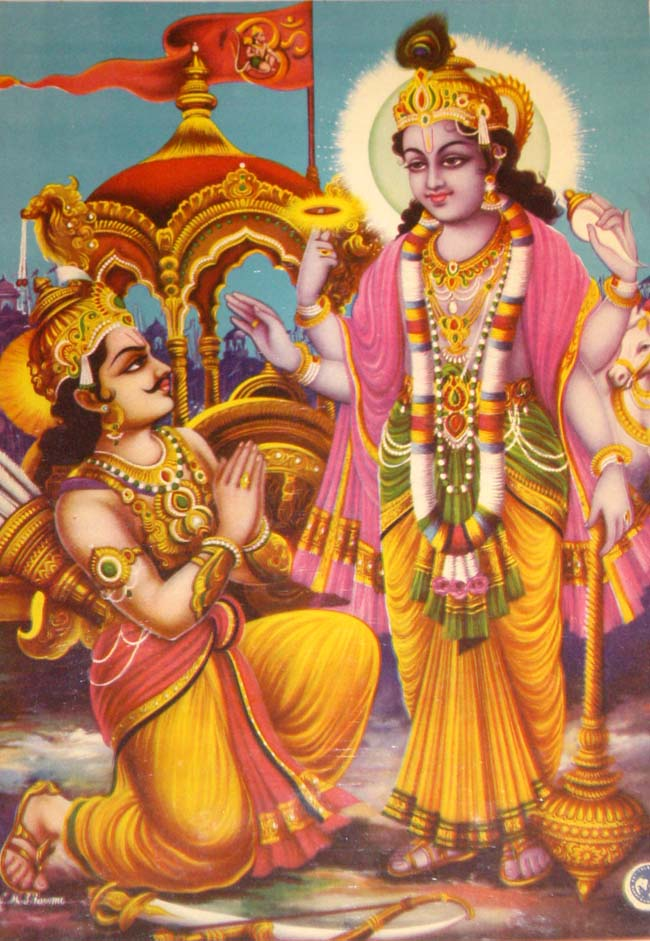
Representación del momento en el que Krishna le revela su forma cósmica a Arjuna, descrita por la frase de donde proviene el título del álbum.

En una reseña para el diario español El País, Manuel Cuéllar consideró el tema «The Catalyst» como un ejemplo de «letras de orgullo, destrucción y arrepentimiento». Los integrantes de la banda «no sólo se apoyan en la composición instrumental para la creación de atmósferas, sino que con este tipo de letras nos introducen en un mundo oscuro, consumido y atormentado por sus pecados», desarrollado a lo largo de todo el disco según Hipersónica. Irving Tan, de Sputnik Music, citó al gurú hinduista Eknath Easwaran para explicar la temática del álbum; de acuerdo con la interpretación de este último, la Bhagavad Gītā tiene como tema fundamental «la guerra interior, la lucha por el autodominio que todo ser humano debe librar para salir victorioso en la vida». Linkin Park, para el crítico, hizo su propia versión de dicho libro sagrado al haber batallado por su música contra las expectativas del mercado y a la vez conservar su identidad como banda. Además, según Easwaran, el ego es causa de la tristeza de la vida y, por ello, es necesario combatirlo. Tan estableció un paralelismo entre esta filosofía y la trayectoria del grupo debido a que los seis músicos estaban al tanto de todo el odio y las burlas que generaban «sus esfuerzos sinceros» en ese entonces. A Thousand Suns, de esta forma, marcaría el fin de la «batalla épica de la banda contra sí misma y el resto del mundo»; la prensa musical y los seguidores debían evaluar, según Tan, si fue una victoria o una derrota. En conexión con esto, Bennington dijo en una entrevista con el sitio web SuicideGirls que la banda no teme arriesgarse y hacer algo distinto, ya que busca hacer música «artística y sustanciosa» y no «canciones para la radio, pegadizas y del estilo de un jingle».
La banda también declaró que el décimo tema, «Wretches and Kings», es un homenaje al grupo de hip hop Public Enemy. En una charla con NME, Shinoda confirmó que era un homenaje a Chuck D y la consideró una de las canciones más «enérgicas» y con mayor cantidad de hip hop. También comentó que admiraba a Public Enemy porque eran muy «tridimensionales» —ya que en sus canciones tocaban muchos temas, incluida la política—, y eso lo inspiraba a lograr lo mismo con su disco. Ian Winwood de Kerrang! comparó el contenido de A Thousand Suns con el tercer álbum de estudio de Public Enemy, Fear of a Black Planet, además de notar que había una referencia a la canción «Fight the Power» en «Wretches and Kings». Chuck D, más tarde, colaboró con su voz en una remezcla de esta última canción, hecha por HavocNdeeD.
El álbum también contiene fragmentos de discursos famosos pronunciados por figuras políticas estadounidenses, entre los que se incluyen Martin Luther King, Jr., J. Robert Oppenheimer y Mario Savio. Shinoda dijo al respecto que en esos discursos se ve cómo la humanidad se destruye a sí misma, aunque también incluyen la ira y la esperanza. Con la inclusión de estos samples, el grupo retomó el discurso político iniciado en su anterior álbum según Pop Culture Monster. Sin embargo, para Hipersónica, estos fragmentos son un «modo de expresión y a la vez de renovación de un sonido previo», ya que la banda buscó «una tendencia más hacia el extremo, hacia la crudeza del estilo». Es por esto que el sitio no los considera indicios de «compromiso político o intelectual» en el álbum.
Según la reseña del sitio Pop Culture Monster, el cambio de sonido de la banda comenzó con Minutes to Midnight, dado que ese álbum incluye menos partes de rap y menos gritos de Bennington; comentó también que A Thousand Suns «iba en contra de todos los trabajos anteriores» de Linkin Park. Shinoda afirmó, en consonancia con esto, que el álbum rompería el esquema de los géneros musicales y la página web se mostró de acuerdo en cuanto a la diferencia con los estilos de los otros discos de la banda. En una entrevista con MTV que se refería al nuevo estilo de Linkin Park, Bennington afirmó que cuando componían música que se parecía mucho «al Linkin Park de antes, como la mezcla de hip hop y rock en un estribillo», buscaban una manera de que pareciera natural y original y que sonara «como si fuera algo que no hemos hecho en el pasado». James Montgomery añadió que, aunque hay canciones de hip hop en el álbum como «Wretches and Kings» y «When They Come for Me», el álbum era muy diferente a los anteriores y lo definió como «agresivo, crudo, oscuro y [...] extrañamente orgánico». En una reseña de Rolling Stone Argentina, Juan Ignacio Provéndola destacó que en A Thousand Suns «le escapan a la marca del rapcore melódico electroindustrial de consumo masivo y abren un horizonte de experimentos con texturas e influencias de las más diversas que trascienden a horas más agresivas». Varios críticos resaltaron la presencia de diversos géneros musicales en el álbum, entre los que se incluyen el rock electrónico, rock alternativo, rock industrial, rock experimental y rap rock.

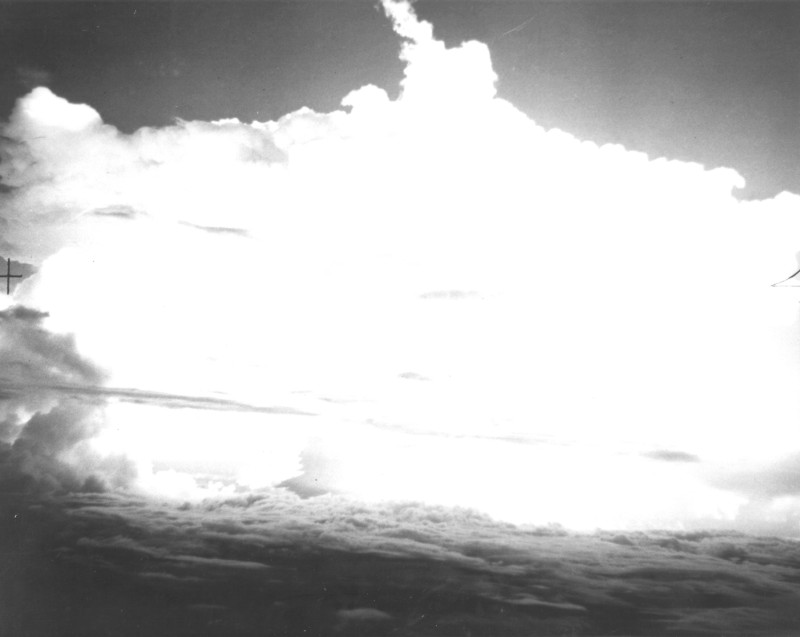
El álbum trata principalmente sobre el miedo a una guerra nuclear y su título hace referencia a las palabras pronunciadas por Oppenheimer tras la creación de la bomba atómica.

Comparado con su trabajo anterior, la cantidad de partes cantadas por Shinoda aumentó considerablemente, mientras que los riffs de guitarra de Brad Delson perdieron importancia y quedaron en segundo plano. 
El mismo Delson confirmó este hecho al afirmar que su principal contribución fue la experimentación con los teclados y la música electrónica. El rap de Shinoda está presente en tres temas: «When They Come for Me», «Wretches and Kings» y «Waiting for the End». Él y Bennington cantan de manera simultánea en «The Catalyst», «Jornada del Muerto» y «Robot Boy», mientras que en «Iridescent» se puede escuchar a todos los miembros de la banda cantando juntos. En un concierto de 2014 en Long Island, en Nueva York, Bennington cantó esta última canción acompañado solamente por una guitarra acústica. En el álbum hay dos tipos de canciones: en primer lugar, las que tienen un ritmo de compás de cuatro por cuatro, «más bailable», como «Burning in the Skies» y «Blackout», mientras que las otras, de las que «Wretches and Kings» es un ejemplo, tienen influencias de «la edad de oro del hip hop, [con] toques de "Paul Revere" de Beastie Boys». Este sonido, relacionado con el hip hop más clásico, proviene de las primeras influencias de Shinoda: la banda mencionada, Run-D.M.C. y EPMD. Rock Sound también citó como influencias del álbum a Nine Inch Nails, Skindred y 30 Seconds to Mars.
Según la reseña de Examiner, mientras que el álbum comienza con un «quejido» —«The Requiem»—, termina con un «susurro» —«The Messenger»—. Para Pop Culture Monster, el disco contiene numerosas «advertencias» para el público acerca del estado actual del mundo, entre las que se incluyen «Burning in the Skies», «When They Come for Me», «Waiting for the End», «Wretches and Kings» y «The Catalyst». El álbum tiene dos pistas introductorias —«The Requiem» y «The Radiance»— y cuatro que sirven como transición entre algunos de los temas: esta última, que da pie a «Burning in the Skies»; «Empty Spaces», una introducción a «When They Come for Me» de dieciocho segundos de duración; «Fallout», y «Jornada del Muerto», donde Shinoda canta en japonés. En dicha canción, la letra se traduce como lift me up, let me go —«elévame, déjame ir»—, líneas que también figuran en «The Catalyst». Además, el título hace referencia al lugar en que se detonó por primera vez una bomba atómica. En esta canción, así como en «The Requiem» y «Blackout», Shinoda empleó un sintetizador Juno. Según Emma Gaedeke, de Billboard, en «Waiting for the End» se ve el costado existencialista de la banda. Con el verso de «When They Come for Me» Once you’ve got a theory about how a thing works, everybody wants the next thing to be just like the first —«Una vez que tienes una teoría sobre cómo funciona una cosa, todos quieren que la siguiente sea igual a la primera»—, según Pop Culture Monster, Shinoda «nos recuerda la dificultad de su nueva dirección musical». Por su parte, Irving Tan vio ese verso como un mensaje dirigido a los detractores del álbum. En «Robot Boy», aparece una nota de esperanza en el verso Hold on, the weight of the world will give you the strength to go —«Espera, el peso del mundo te dará la fuerza para seguir»—. Según Pop Culture Monster, en «Blackout», Bennington cambia de roles con Shinoda y canta una parte de rap, lo cual deja con la sensación de «por qué no intentaron esto antes». El medio también consideró que «Wretches and Kings», por su estructura, es «la canción más identificable de Linkin Park». Por su parte, «The Messenger» es el único tema acústico grabado por el grupo y Bennington se destaca en él. Cuando canta When life leaves us blind, love keeps us kind —«Cuando la vida nos deja ciegos, el amor nos mantiene amables»— le da «un cierre esperanzador» al disco.

## Publicación y promoción

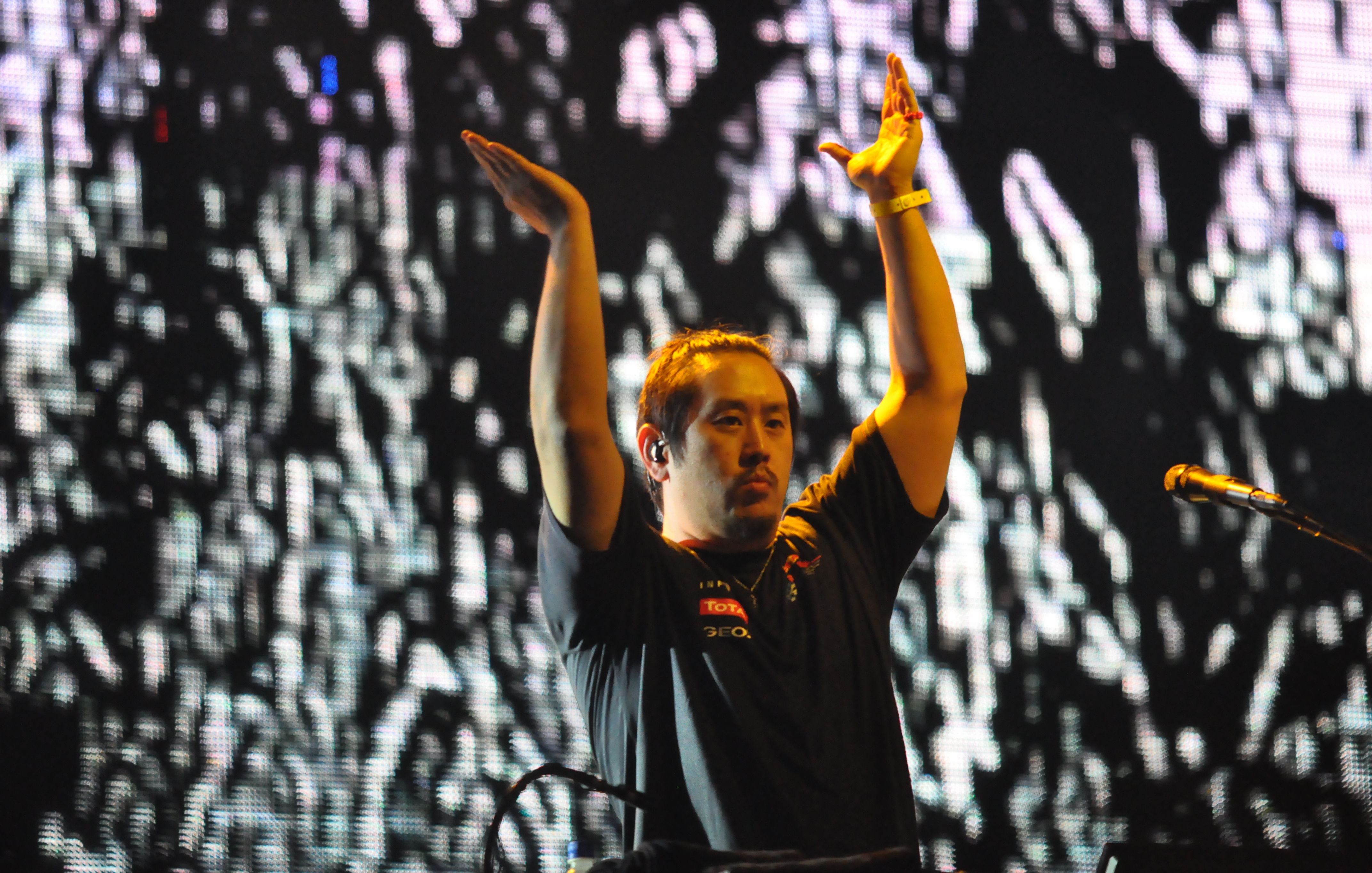
Joe Hahn dirigió un avance para «The Catalyst» cuando se anunció que aparecería en un videojuego de Medal of Honor.

A Thousand Suns se publicó oficialmente el 10 de septiembre de 2010 en Alemania, Austria y Suiza mientras que en Estados Unidos se puso a la venta el 14 del mismo mes. 
En un principio se pudo reservar una edición del álbum en el sitio web de la banda en dos formatos titulados «CD-DVD» y «caja de coleccionista». Este último incluía un libro, un CD, DVD y una edición en vinilo, así como una copia digital. Asimismo, una edición limitada traía una skate firmada por Linkin Park, junto con una camiseta. La compra de cualquiera de estos productos también permitía adquirir las entradas para la gira por Estados Unidos con mayor antelación.
La banda promocionó A Thousand Suns incluyendo canciones del álbum en varios videojuegos. Joe Hahn reveló que «The Catalyst» figuraría en Medal of Honor el 27 de julio. Además, anunció que dirigiría un avance para el juego, finalmente lanzado el 1 de agosto de 2010, un día antes de la puesta a la venta del sencillo. Dave «Phoenix» Farrell afirmó que la banda pensaba que los «metamensajes oscuros [de la canción] [...] encajaban con el tema del juego» y por ello su inclusión. El día del lanzamiento del álbum en Japón, el 15 de septiembre, la sucursal japonesa de Warner Music anunció que dicha canción sería el tema oficial de Mobile Suit Gundam: Extreme Vs. Según Shinoda, esta fue la primera vez que un artista de Occidente figuró en un videojuego de Gundam. La edición especial del videojuego, puesta a la venta por el trigésimo aniversario de la franquicia y llamada «Gunpla», incluye un paquete de lujo con A Thousand Suns, figuras de los personajes de Gundam y de los miembros de la banda representados en el estilo característico de las series.
«Blackout» figura en el videojuego de fútbol FIFA 11, que además ganó el premio a mejor canción en un videojuego en los MTV Game Awards de 2011. La banda lanzó otro videojuego, llamado Linkin Park Revenge —una edición de Tap Tap Revenge— que incluye cuatro canciones del álbum así como otras seis de discos anteriores. «Wretches and Kings» apareció en el avance del videojuego EA Sports MMA. También se lanzaron como contenido descargable para el videojuego musical Guitar Hero: Warriors of Rock seis canciones del álbum: «Blackout», «Burning in the Skies», «The Catalyst», «The Messenger», «Waiting for the End» y «Wretches and Kings». Este paquete de canciones salió a la venta el 19 de octubre de 2010 en el PlayStation Store, el Bazar Xbox Live y el Wii Shop Channel. Además, aquellos que compraron el videojuego en Amazon.com entre el 17 y el 23 de octubre recibieron una copia de A Thousand Suns. También se lanzaron las remezclas de tres canciones como contenido descargable para el videojuego DJ Hero 2 en 2010. El 11 de enero de 2011 se publicó un paquete de temas de Linkin Park para el videojuego Rock Band 3, que incluye «Waiting for the End», así como cinco canciones más de sus discos anteriores. El 5 de marzo de 2011 Shinoda anunció el lanzamiento para Europa de A Thousand Suns +, una reedición limitada del álbum, que se puso a la venta el 28 del mismo mes. Esta versión incluye un DVD del concierto entero en los MTV Europe Music Awards en la Puerta de Alcalá, así como un archivo MP3 del espectáculo. Simon Milburn, del sitio The Metal Forge, comentó sobre el DVD que, aunque «la interpretación de la banda es de buena calidad», no tenía mucha energía y la filmación estaba más pensada para los televidentes que para los que quieren ver el «espíritu» de un concierto en vivo.

### Sencillos
Cuando anunció la fecha de lanzamiento del álbum, la banda reveló que el primer sencillo sería «The Catalyst», puesto a la venta y estrenado por radio el 2 de agosto de 2010. Del 9 al 25 de julio del mismo año, Linkin Park llevó a cabo el concurso «Linkin Park, Featuring You». En él, los seguidores podían descargar fragmentos de «The Catalyst» para remezclarlos o componer partes para la canción con cualquier instrumento.
Como el grupo solo había dado a conocer elementos al azar de la canción, que aún no había sido lanzada, los participantes debían imaginar cómo podría ser «The Catalyst». Varias de las remezclas que la banda escuchó no tenían el mismo tempo que la versión original, lo cual a veces les agradó y otras les pareció que sonaba mal. Posteriormente Shinoda publicó la lista de los veinte finalistas en su blog oficial. Dos de las remezclas se lanzaron a través de la página oficial de la banda en formato MP3 y otras dos fueron puestas a la venta en una edición de «The Catalyst» para Alemania. El ganador fue Czeslaw «NoBraiN» Sakowski de Świdnica (Polonia), cuya remezcla aparece como pista adicional del álbum, está en el lado B del sencillo «The Catalyst» y se lanzó en Best Buy. Los créditos del álbum mencionan que Sakowski realizó la «programación suplementaria» en «When They Come for Me»; Shinoda explicó que ayudó en la composición del tema y que grabaron todos juntos a través de Skype e Indaba.com.

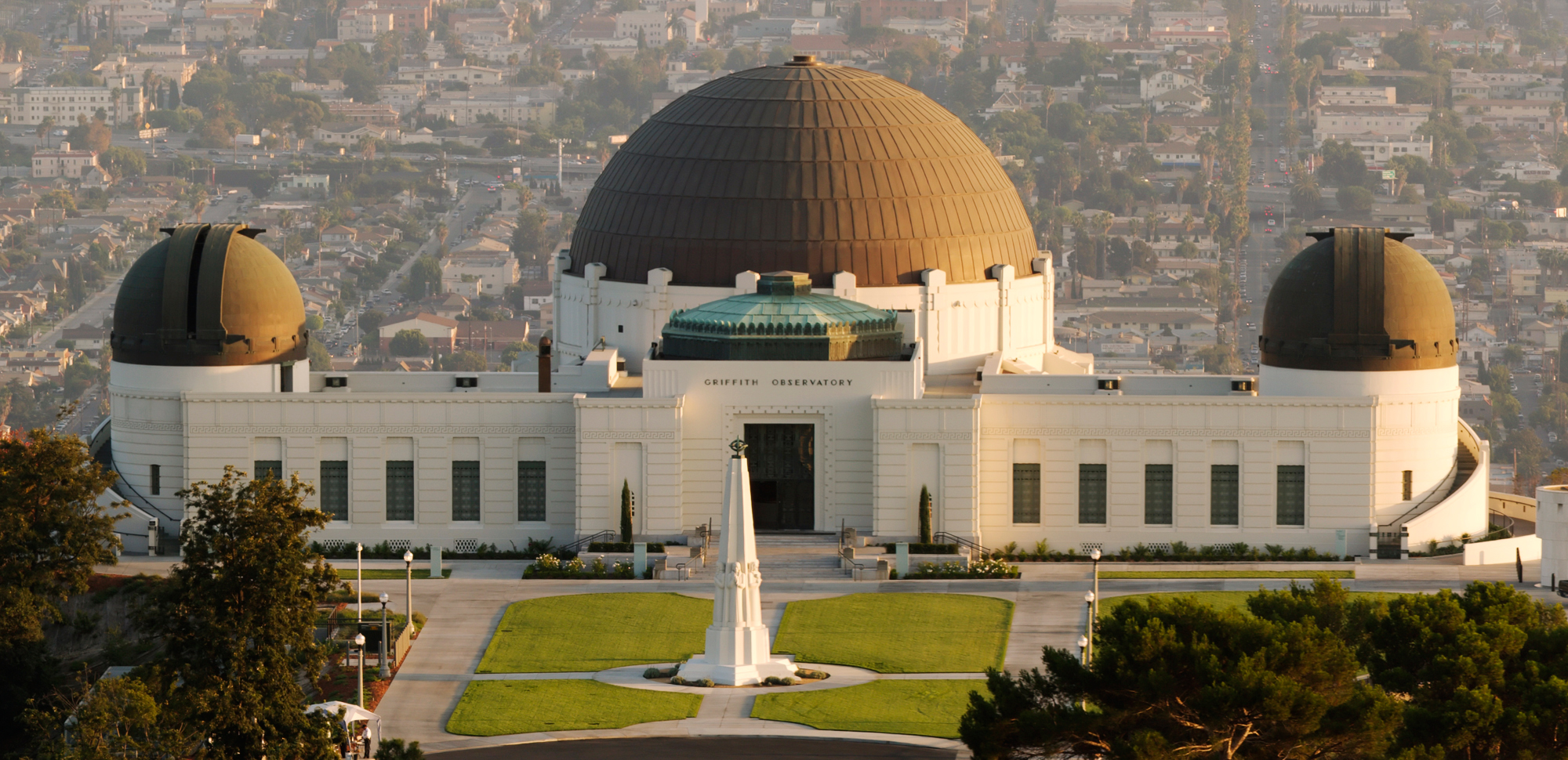
Linkin Park interpretó «The Catalyst» por primera vez en el Observatorio Griffith con motivo de los MTV Video Music Awards de 2010.

El video musical de «The Catalyst», dirigido por Joe Hahn, se estrenó el 26 de agosto de 2010. Sobre el video, Hahn comentó que al hacerlo, pensó «en el fin» y añadió: «¿Cómo se vería y se sentiría si alguien apretara un botón para decidir nuestro destino? ¿Cómo se sentiría si aceptáramos nuestro destino en el momento de la devastación? Si tuviéramos un último momento para festejar el final de nuestra vida, ¿cómo se sentiría eso?». En el video, que combina planos en donde se utilizan efectos especiales para ver a Bennington sumergido en el agua, Shinoda aparece cantando cubierto con una capucha negra y en muchas escenas se pueden apreciar efectos de cámara lenta, combinados con humo. Además, cuando empieza la parte de batería, aparece gente con máscaras de gas y sobre el final, el humo, antes blanco, se vuelve más colorido. La crítica de Billboard comparó el primer plano, en donde se ve a Bennington gritando, con una aparición cinematográfica de lord Voldemort. El 31 de agosto, la banda anunció que tocaría la canción en directo por primera vez en la ceremonia de los MTV Video Music Awards, el 12 de septiembre. El lugar de dicha presentación fue el Observatorio Griffith, utilizado en varias películas de Hollywood. Este dato fue un secreto hasta el día de la interpretación, aunque MTV había anticipado en una reseña sobre un ensayo del grupo que se presentarían en un lugar «icónico» de Los Ángeles; el medio afirmó además que «verlos cantar God bless us everyone ["Que Dios nos bendiga a todos"] bajo un cielo nocturno que parecía el Paraíso prueba que no solo están en la cima de su música, sino también en la cima del mundo». El sencillo llegó al primer puesto en las listas de Billboard Rock Songs y Hot Modern Rock Tracks, así como en la UK Rock Chart, donde permaneció tres semanas. Además, ocupó el lugar 27 en el Billboard Hot 100 tras el lanzamiento de A Thousand Suns y estuvo cinco semanas en la lista. Por otro lado, recibió un disco de oro entregado por la Recording Industry Association of America en julio de 2011.

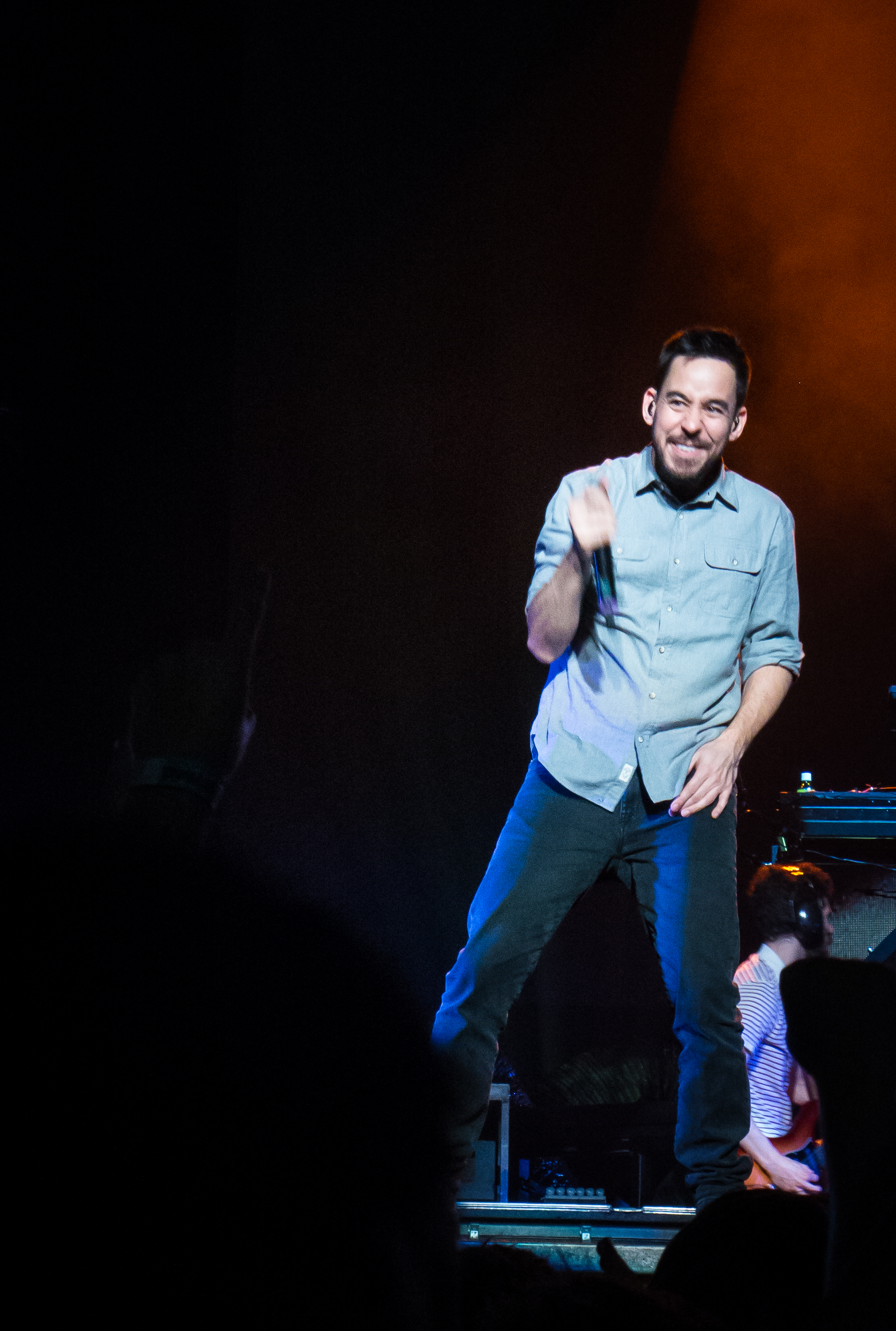
Mike Shinoda fue quien confirmó que el último sencillo del álbum sería «Iridescent».

El 2 de septiembre Linkin Park lanzó el sencillo promocional «Wretches and Kings» para quienes habían encargado el álbum con antelación. El 8 del mismo mes la banda publicó «Waiting for the End» y «Blackout» en su página de MySpace. También anunció en su sitio oficial el estreno en MySpace y subieron allí el álbum entero para streaming el 10 de septiembre. En la banda sonora de Underworld: Awakening se incluyó una remezcla de «Blackout» realizada por Renholdër. Como segundo sencillo del álbum se lanzó «Waiting for the End» el 1 de octubre de 2010. Joe Hahn también dirigió su video, que se estrenó el día 8 del mismo mes. James Montgomery comparó este video con el de «The Catalyst» por su oscuridad, aunque en este vio «una belleza solemne». Hahn filmó en blanco y negro a sus compañeros y con un efecto, hizo que sus cuerpos parecieran tener «redes de proyecciones astrales vagas» para darle «el aspecto de algo íntimo y casero». Emma Gaedeke, de Billboard, comentó que en el video, descrito como «alucinante», los miembros de la banda parecían estar «atrapados en un sistema solar oscuro y retorcido». El 5 de febrero de 2011 la banda tocó el tema, así como «When They Come for Me», en Saturday Night Live. Según anunciaron en la cuenta de Twitter oficial de la banda, «Waiting for the End» apareció en el programa de CBS CSI: Crime Scene Investigation el 14 de octubre de 2010. El sencillo llegó al primer puesto de la lista Hot Modern Rock Tracks y fue la décima canción en llegar a este lugar de la banda. También estuvo en el número 2 de la lista Rock Songs y en el 42 del Billboard Hot 100, donde permaneció nueve semanas. Además, tuvo éxito en otros países: en Austria llegó al número 34; en Bélgica, al 20; en Alemania, al 29, y al 34 en Japón. Recibió un disco de oro entregado por la RIAA en abril de 2011. Cuando el tema llegó al primer puesto de la lista Alternative Songs, Linkin Park se convirtió en la décima banda con más canciones que llegaron al número uno en ella. El 22 de enero de 2011, el grupo anunció que su próximo sencillo internacional sería «Burning in the Skies». Su video, también dirigido por Hahn, se estrenó el 22 de febrero y la canción se lanzó el 21 de marzo. Karheem Cabey de Caribbean Media Vision comentó que el video, que trata acerca de «una explosión que cambia la vida de la gente», posee un «escenario único». Entró en las listas de varios países: llegó al puesto 35 en Austria; al 35 en Portugal, y al 26 en Alemania.
El 13 de abril de 2011, Shinoda confirmó que el último sencillo del álbum sería «Iridescent» y que una versión nueva, algo más corta, sería parte de la banda sonora de la película Transformers: el lado oscuro de la luna. También dijo que tendría un video, dirigido nuevamente por Hahn; su estreno fue el 2 de junio de dicho año. Al ser una «favorita de los seguidores» en los conciertos, Shinoda opinó que encajaría «con naturalidad» en la película por su sonido «serio» y «esperanzador». James Montgomery opinó que el video era «bastante confuso», incluso para los miembros de la banda. Shinoda comentó que Hahn le envió un correo electrónico diciéndole que «en el país de los ciegos, el tuerto es rey», en referencia al rey de ojos blancos que aparece en varios planos. También, en sus escenas, aparecen un perro y una serpiente, además de que a Shinoda le crecen cuernos sobre los hombros y hay un trono lleno de astas. Montgomery citó las historias de H. G. Wells como posible influencia; el rapero afirmó al respecto: «A medida que avanzamos, los videos se han vuelto más abstractos. [...] Creo que esto probablemente viene del hecho de que [Hahn] creció leyendo un montón de historietas, mirando anime, esas cosas. Sobre todo en un video como este, se puede decir que las influencias están allí». En el estreno del video, Jason Newman lo consideró una buena alternativa a un video «simple» y «obvio» con escenas de Transformers y lo definió como «una obra estética visualmente impresionante, compleja y surrealista». La canción llegó al puesto 81 en el Billboard Hot 100 y pasó tres semanas allí; además, estuvo en el número 19 en la lista Alternative Songs y en el 29 en la Rock Songs. También tuvo un moderado nivel de éxito en otros países: en Australia llegó al puesto 39; al 10 en Israel, y al 2 en Corea del Sur y en el Reino Unido.

### Presentaciones en vivo

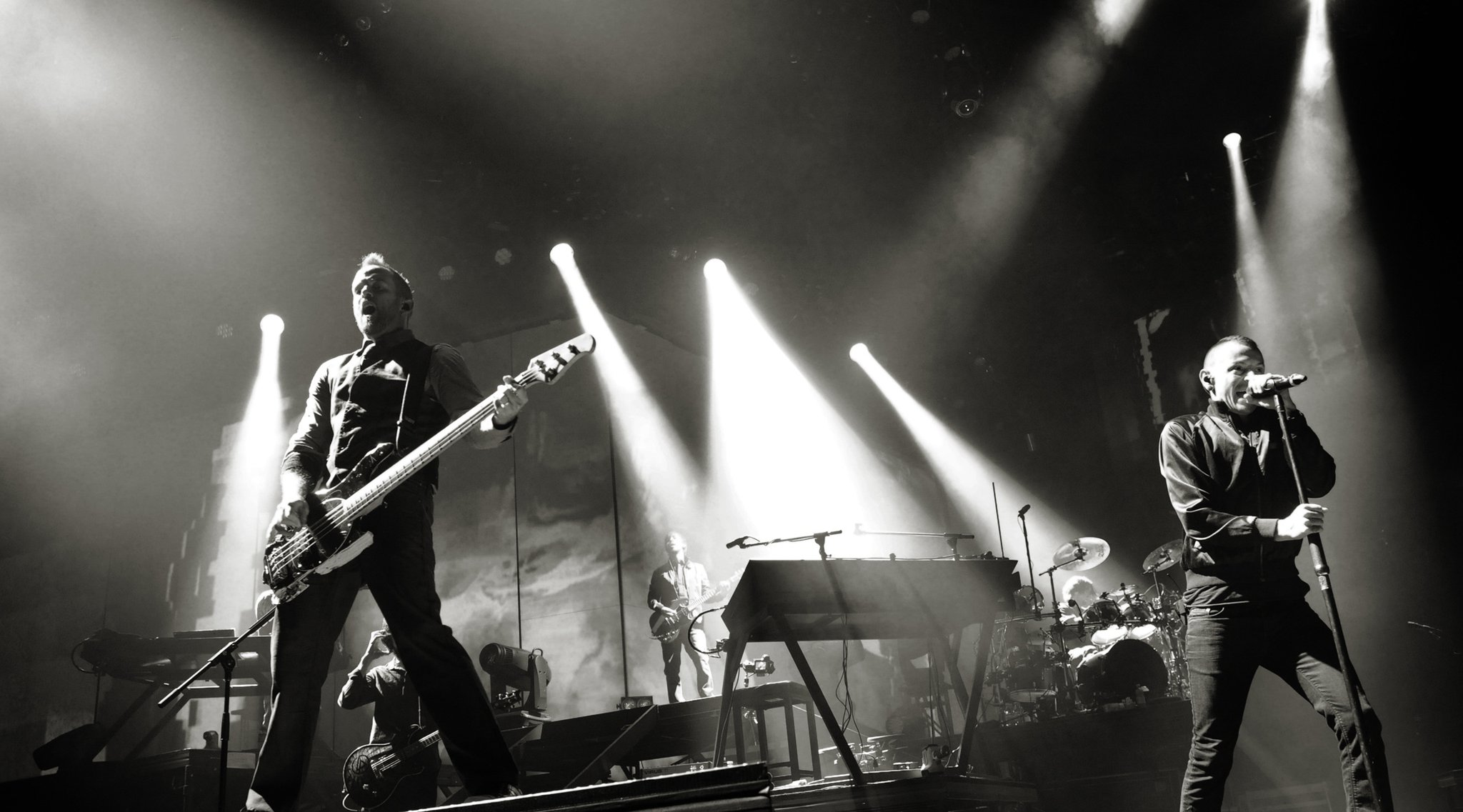
Linkin Park tocando en Berlín, Alemania, durante su gira mundial de 2010.

El 7 de septiembre de 2010, una semana antes de su estreno, la banda tocó el álbum entero en una presentación de láseres en 3D en el Music Box Theater de Hollywood. Sobre el concierto, Rick Florino del sitio Artistdirect.com afirmó que «la experiencia de ver tocar el álbum completo sincronizado con un alucinante espectáculo tridimensional de láseres consolidó realmente a A Thousand Suns como el equivalente de Avatar en el rock'n'roll». En una entrevista, Chester Bennington bromeó diciendo que todo era tan impresionante que ni siquiera hacía falta que ellos subieran al escenario y luego afirmó que querían brindar un espectáculo «que se vea genial» y que la presencia de los láseres era un pequeño detalle «que ayuda a inspirarnos y llevar nuestras actuaciones a otro nivel». También comentó que ninguno de ellos estaba al tanto de cómo se vería y que todo había sido idea del mánager de la banda, quien se basó en los espectáculos de láseres de Pink Floyd.
Para promocionar el álbum, Linkin Park organizó una gira mundial llamada A Thousand Suns Tour, que se extendió desde el 7 de octubre de 2010 hasta el 25 de septiembre de 2011. Dicha gira comenzó en Sudamérica, con conciertos en Argentina, Chile y Brasil el 7, 9 y 11 de octubre, respectivamente. Desde el 20 de ese mismo mes hasta el 11 de noviembre, la banda prosiguió por el continente europeo; tocó en Alemania, Austria, Francia, Dinamarca, Suiza y el Reino Unido. El 7 de noviembre y con motivo de la entrega de los MTV Europe Music Awards 2010, dio un concierto en la Puerta de Alcalá en Madrid ante 88 000 espectadores y su interpretación de «Waiting for the End» se transmitió por televisión. El concierto tuvo una duración de una hora y catorce minutos y en él tocaron temas como «Papercut», «Breaking the Habit», «Numb», «In the End» y «What I've Done». Posteriormente, el 13 y 15 de ese mes, Linkin Park tocó en Emiratos Árabes Unidos y en Israel. Durante el concierto en Israel, interpretaron una versión de «No Woman, No Cry» de Bob Marley como introducción a «The Messenger». Finalmente cerraron el año 2010 con conciertos a lo largo de Australia durante la primera mitad de diciembre.
El 15 de noviembre de 2010 Linkin Park anunció las fechas de la gira por Norteamérica. Durante enero, febrero y marzo de 2011, dieron conciertos por Estados Unidos y Canadá. Dado que no tocaban en suelo norteamericano desde noviembre de 2008, decidieron celebrar el regreso otorgando a cada fan una copia gratis de la grabación del concierto al que había asistido, accesible a través de un código secreto. Además, por cada entrada comprada, decidieron donar un dólar a Music for Relief, una organización caritativa que busca ayudar a víctimas de desastres naturales y concienciar sobre el calentamiento global. El 4 y 5 de junio, participaron en dos festivales organizados por emisoras de radio californianas: Weenie Roast de KROQ y BFD de Live 105. Después de estos conciertos, regresaron a Europa, donde tocaron durante junio y principios de julio; además de los países que ya habían visitado en 2010, tuvieron presentaciones en Suecia, Finlandia, Noruega, Italia y Bélgica. El 23 de junio tocaron una remezcla de «Iridescent» para el estreno de la película Transformers: el lado oscuro de la luna en la Plaza Roja de Moscú. Durante aquel concierto, cuando en las pantallas del escenario apareció la cara de Robert Oppenheimer repitiendo la frase de su discurso presente en el álbum, Now I am become Death, the destroyer of worlds —«Ahora me convertí en la Muerte, la destructora de mundos»—, los seguidores rusos mostraron carteles en el público que decían Wisdom, Justice and Love —«Sabiduría, justicia y amor»—. El gesto, organizado por los propios seguidores, resultó conmovedor para la banda, especialmente por el contenido político del álbum y el lugar en el que se daba. Bennignton lo contó de esta manera: «Aquí estaba esta banda estadounidense tocando música con carga política y emocional junto al Kremlin. Podía sentir el peso de los años de crianza en que me decían que ese era un lugar fuera de nuestros límites, por lo que ver que los chicos se expresaban de esa forma resultó conmovedor, algo que nunca olvidaré porque fue increíble».

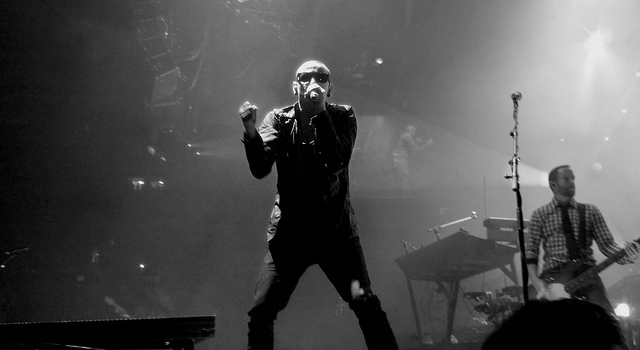
Chester Bennington durante un concierto de 2011

El 30 de agosto, regresaron a su país de origen dando un concierto con entradas agotadas en el club The Joint de Hard Rock Hotel & Casino en Las Vegas. Al día siguiente, dieron un espectáculo especial para solo 1100 personas en el Mayan Theater de Los Ángeles con el fin de recaudar fondos para las víctimas del terremoto y tsunami en Japón. En julio habían anunciado que las primeras quinientas personas que recaudaran un mínimo de 500 USD recibirían un par de entradas para un concierto en un «lugar pequeño y privado» y que todo el dinero sería donado a Save the Children, a través de Music for Relief. La banda otorgaba obsequios a cambio de las recaudaciones: los cincuenta seguidores con más fondos tendrían la posibilidad de conocer a la banda y tomarse una foto grupal, los diez que más dinero hubieran reunido recibirían además instrumentos autografiados de la gira europea y el mejor recaudador podría ver el recital desde el escenario. El concierto, que además contó con la participación de la banda japonesa B'z, fue un éxito y logró recaudar más de 350 000 USD en sesenta días. Sobre este resultado, Bennington afirmó con orgullo que era «increíble, considerando no solo la devastación en Japón, sino también los problemas económicos de la gente en Estados Unidos». Finalmente la gira llegó a su último destino, el continente asiático: durante el mes de septiembre se presentaron en Hong Kong, Corea del Sur, Japón, Taiwán, Indonesia, Tailandia y Singapur. Para los conciertos en territorio japonés, que fueron cinco, decidieron continuar con su obra de caridad por las víctimas del terremoto y donaron a Save the Children cien yenes por cada entrada vendida. Además, la empresa japonesa SoftBank se dispuso a donar la misma cantidad y Music for Relief puso a la venta distintos productos de la banda en cada concierto con el fin de recaudar fondos.

## Recepción

### Comercial

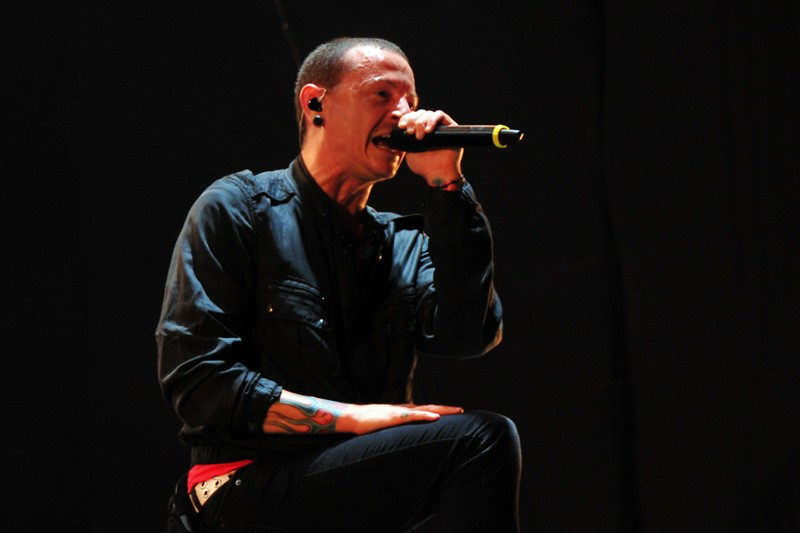
Chester Bennington durante la gira A Thousand Suns Tour.

El álbum debutó en la primera posición de la lista estadounidense Billboard 200 y vendió 241 000 copias en su primera semana en los Estados Unidos, con lo que superó a Passion, Pain & Pleasure de Trey Songz por una diferencia de mil ventas, según Nielsen SoundScan. De esta manera, se convirtió en el cuarto álbum de la banda en alcanzar la primera posición en dicha lista, a pesar de que estos números fueron mucho más bajos que los del trabajo anterior, Minutes to Midnight (2007), que debutó en su primera semana con 623 000 copias vendidas. El álbum también alcanzó la primera posición de las listas de Billboard Rock Albums, Alternative Albums, Hard Rock Albums, y Digital Albums. El 11 de enero de 2011, recibió una certificación de oro de la Recording Industry Association of America (RIAA) por la venta de cinco mil copias en los Estados Unidos. Duró treinta y ocho semanas en el Billboard 200 y, para mayo de 2012, había vendido 840 000 copias en dicho país. En Canadá, el álbum alcanzó la primera posición de la lista Canadian Albums Chart con 23 000 ventas. El 11 de febrero el álbum recibió una certificación de platino por parte de la Canadian Recording Industry Association por alcanzar las 80 000 unidades vendidas. En el Reino Unido, debutó en el segundo puesto y se mantuvo allí diecisiete semanas. Durante su primera semana vendió 46 711 copias; el único álbum con más ventas que el de Linkin Park en ese tiempo fue Science & Faith de The Script. El 10 de septiembre de 2010, dos días después de la publicación del álbum en el Reino Unido, recibió una certificación de oro de la British Phonographic Industry (BPI), al superar las 100 000 copias vendidas, y alcanzó el disco de platino en abril de 2021. En Australia también debutó en la primera posición de la lista ARIA Top 50 Albums, y se mantuvo en dicha posición por cuatro semanas. El álbum estuvo dieciocho semanas entre los cincuenta más vendidos. A fines de 2010, A Thousand Suns recibió una certificación de oro por parte de la Australian Recording Industry Association. En la lista de Promusicae, de España, debutó en el tercer puesto. También llegó al primer lugar en Austria, Hong Kong, Alemania, Corea del Sur, Japón, Portugal, Nueva Zelanda, Tailandia, Suiza, Singapur y Sudáfrica.

### Crítica
Al publicarse, A Thousand Suns provocó una división de opiniones en los críticos; algunos lo elogiaron mientras que otros lo reprobaron. En Metacritic, donde se asigna un puntaje promedio sobre la base de las principales críticas, el álbum recibió un total de 66 puntos sobre 100 basado en 10 críticas, lo que indica «reseñas favorables en general».
Rick Florino de Artistdirect le dio al álbum un puntaje máximo de cinco estrellas; afirmó que «después de A Thousand Suns, todo el rock 'n' roll girará en torno a Linkin Park» y elogió a la banda por haber creado un género propio. Ian Winwood de Kerrang! le dio una calificación de «excelente» y señaló que «la mejor manera de describirlo es como un álbum político». Alabó la composición de los temas al decir: «Estas son canciones que han sido tanto construidas como escritas» y expresó que su comparación más cercana era el álbum de 1990 de Public Enemy Fear of a Black Planet. En su reseña para BBC Music del siguiente álbum, Living Things, Winwood se refirió a A Thousand Suns como «una obra tan sorprendente que arriesgó todo el éxito comercial que el grupo había conseguido desde su álbum debut, Hybrid Theory, en 2000». Dave de Sylvia de Sputnikmusic lo consideró «un álbum de rock hecho extremadamente bien» y afirmó que era un poco mejor que su predecesor, Minutes to Midnight, pero que no llegaba a la altura de su álbum debut, Hybrid Theory. Irving Tan, del mismo medio, consideró que el disco era «excelente», elogió la interpretación de Bennington y Shinoda y destacó temas como «When They Come for Me» o «Wretches and Kings». Sin embargo, hizo notar que el álbum tenía como defectos su demora en comenzar verdaderamente —«pasan siete minutos y treinta segundos antes de que llegue el primer número en verdad memorable ["When They Come for Me"]»— y su crudeza a la hora de transmitir su mensaje. Según The Harvard Crimson, que calificó al álbum con cuatro estrellas y media sobre cinco, «A Thousand Suns, tomado como un todo, es un álbum ambicioso que va más allá de todo lo que Linkin Park hizo antes. Tiene sencillos prometedores, pero mucho más importante es su visión del trabajo como un todo».
James Montgomery de MTV elogió el álbum y lo comparó con el de la banda de rock alternativo Radiohead, Kid A; sostuvo que podía ser «caótico, disonante, ambicioso y totalmente innovador», pero que a diferencia de aquel, A Thousand Suns era más optimista. Según la reseña de Examiner, Linkin Park tuvo el mérito de no haberse decantado por lo seguro: «Podrían fácilmente haber grabado un cuarto volumen de Hybrid Theory y hubieran tenido millones de ventas, incluso en esta época de descargas ilegales. Que ellos y el legendario coproductor Rick Rubin hayan elegido no hacer esto lo dice todo». También el medio afirmó que se trata de una rebelión «contra la gente a la que le gustaron los tres primeros álbumes». Christopher Weingarten de The Village Voice lo consideró «el mejor disco conceptual de rock vanguardista preocupado por lo nuclear de 2010» y lo comparó con OK Computer de Radiohead. David Medsker, de Esdmusic.com, le dio tres estrellas y media sobre cinco y lo consideró mejor que su predecesor. También afirmó que era su álbum «más melódico» en términos de música, el «más contrito» en cuanto a letras y el «más maduro» en relación con el sonido, aunque mantenía «sus raíces de glitch». Pop Culture Monster le dio una calificación de cuatro puntos sobre cinco y afirmó: «Nadie puede decir que A Thousand Suns no cuenta una historia. En ese sentido, es un álbum conceptual, lo recorren varios temas y al finalizar, llegan a una conclusión». Además, comentó que esta fue «la vez que Linkin Park sonó más optimista», aunque, para el medio, «el problema, para algunos, será que no parece de Linkin Park». Por otra parte, para la página, «Waiting for the End» es «uno de los momentos más valiosos del álbum» y «The Catalyst», una canción en la que «el punto fundamental» es que «suena diferente a cualquier cosa que [la banda] hubiera hecho antes». Jordy Kasko en Review Rinse Repeat le dio una calificación perfecta y lo llamó una «búsqueda épica». Lo comparó con The Dark Side of the Moon de Pink Floyd y Kid A de Radiohead en la siguiente afirmación: 

A Thousand Suns es un ÁLBUM. No es una colección de canciones, no se supone que deba ser escuchado así. La banda ha llegado al punto de publicar una versión de un único tema en iTunes de 47 minutos y 56 segundos de duración. No es más «álbum» bajo normas convencionales que Dark Side of the Moon o Kid A. Seguro, hay canciones identificables, pero para entender o apreciar cualquiera de ellas hay que tomarlas en el contexto del álbum entero.

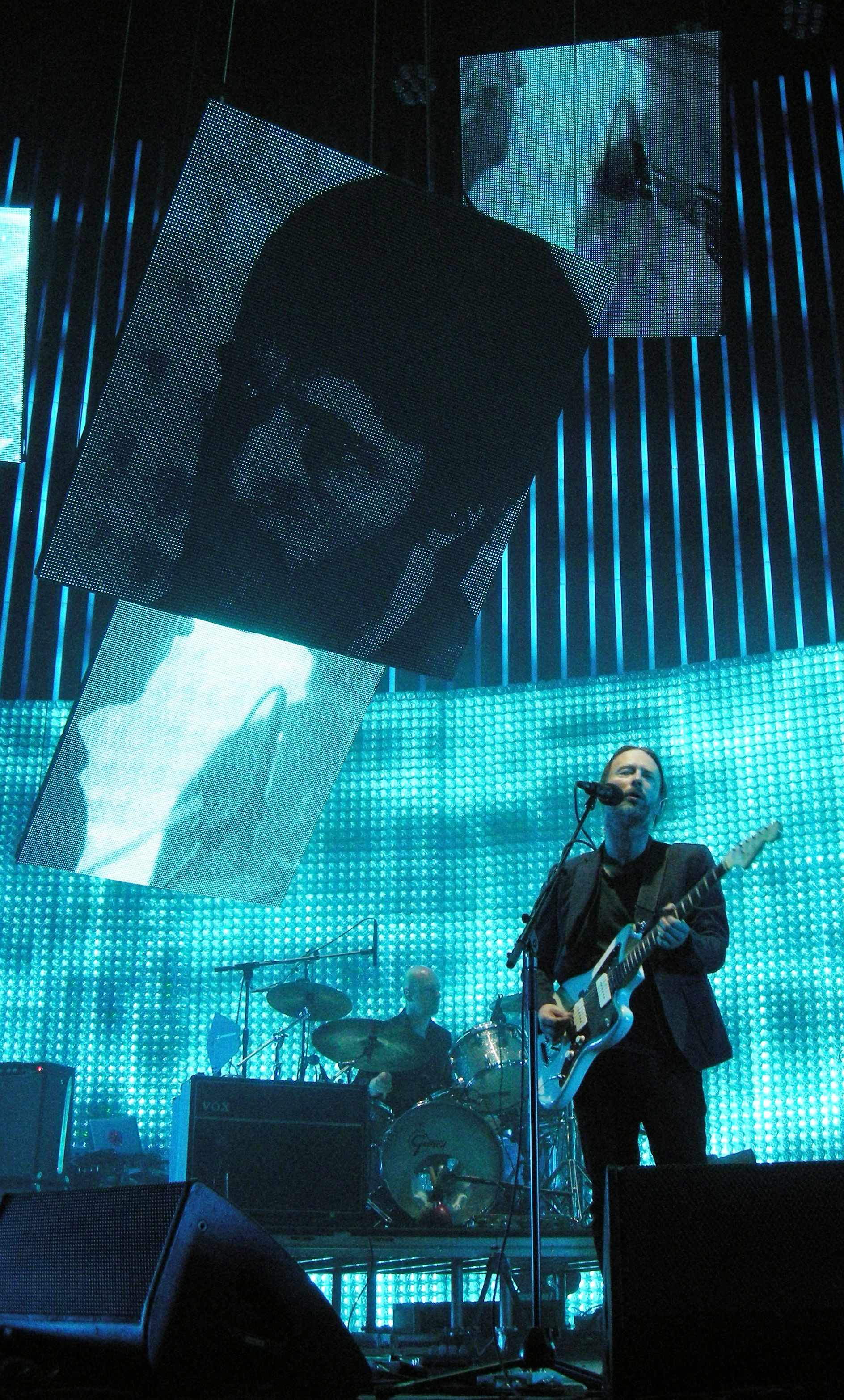
Algunos críticos compararon el contenido de A Thousand Suns con Kid A y OK Computer de Radiohead.

Mikael Wood en la revista Spin le dio seis de diez estrellas y comentó que «contiene mucho material agresivamente artificioso»; también consideró que «The Messenger» era «el tema más inesperado en este audaz A Thousand Suns». Leah Greenblatt de Entertainment Weekly le otorgó una calificación de B y sostuvo que, por momentos, la «rara mezcla» de música que la banda exhibía en A Thousand Suns «sonaba discordante». Jody Rosen de Rolling Stone lo calificó con tres de cinco estrellas y aseguró que la banda estaba «percibiendo la dirección hacia su nueva identidad»; sin embargo, definió su habilidad para la melodía como «obvia» y afirmó que «Wretches and Kings» sonaba como «una genial banda de tributo a Linkin Park». David Buchanan de Consequence of Sound dio al álbum una calificación de tres estrellas y media sobre cinco y dijo: «Algunos pueden sostener que este nuevo sonido es extravagante, una mutación total al punto del absurdo, pero en el diseño artístico y los videos de la banda, la evolución se ha promocionado desde un principio. Básicamente, Linkin Park siempre ha estado tras esto y ahora se ha hecho tangible y completo». César Muela, del sitio Cuchara Sónica, le dio una puntuación de seis estrellas y media sobre diez y comentó que sin importar la opinión, era imposible que este álbum dejara a alguien indiferente. También lo consideró «una producción de gran nivel» con «muy buenas canciones y otras que aspiraban serlo» y concluyó que esto lo convertía en un «trabajo que podría haber dado mucho más de sí» y que se quedaba a «mitad de camino» por culpa de «tanta experimentación». Jason Treuen de la revista australiana The Music Network le dio una reseña ambivalente al considerar que era «un cambio radical para la banda pero también uno muy irregular»; sostuvo que, aunque había canciones destacadas como «The Catalyst» o «Wretches and Kings», una mayoría de los temas parecían «experimentos más que canciones completas». Mike Diver de BBC Music expresó sentimientos encontrados sobre el álbum, al cual calificó como «una colección desordenada de temas, pero una que escala nuevas alturas». Según la crítica de Hipersónica, es un disco que «no entra a la primera» y exige ser escuchado con calma y sin prejuicios debido a su carácter experimental. Para el sitio, las canciones «más convencionales» y con «ese estilo tan marcado que tiene Linkin Park» eran «Burning In The Skies», «Waiting for the End» y «Blackout». Al final de la reseña, le dio una calificación de siete y comentó que era bueno que un grupo tratara de «aportar algo diferente a su carrera» y se arriesgara con un planteamiento «bastante distante de su zona de confort». Por su parte, Rock Sound coincidió en estos planteos, le dio la misma calificación y además dijo que se trataba de un disco «raro».
Por otro lado, el sitio Antiquiet reprobó el álbum, al cual calificó como una «farsa melodramática» y un «desorden mecanizado de sentimentalismo», y concluyó que «la colección de 15 canciones no es para nada convincente como exhortación al levantamiento y el activismo». Simon Milburn, de The Metal Forge, le dio una puntuación de dos sobre diez y comentó que los fanes solo comprarían el disco por el nombre de la banda y luego se arrepentirían. También afirmó que no había nada memorable en él ni ningún tema que sobresaliese; sostuvo que a las canciones les faltaba «hooks, riffs y melodía», cosas básicas para que «algo se pegue en tu cabeza» y que el álbum era «suave, estéril y soso hasta el punto de aburrir la mayor parte del tiempo». De todas maneras, consideró bien logrados algunos momentos de «Robot Boy» y «Waiting for the End». En su reseña para Allmusic, Stephen Thomas Erlewine juzgó que el disco era una «clara continuación» de su predecesor; admiró a la banda por su decisión de «cambiar la agresión por contemplación», pero señaló que «el problema es que los suaves ritmos, riffs y raps de A Thousand Suns acaban siendo monocromáticos». Shakefire.com le dio una calificación de D+ y comentó que «sería fácil dormirse con el 90 % del álbum» y que era «casi como si Mike estuviera harto de cantar rap y Chester, de gritar, así que decidieron ponerse de acuerdo y cantar con desinterés». Jim Farber de Daily News le dio una estrella de cinco y subrayó que «no menos de 15 cortes se amontonan en los ajustados 47 minutos de duración del CD, la mayoría de ellos fragmentos, o con mayor exactitud, non sequiturs musicales». Jamie Primack escribió en el periódico The Badger Herald que «hay por lo menos cinco temas de relleno que no contienen más que ruido y fragmentos de sonido [y] las canciones completas no son particularmente atrevidas o interesantes».

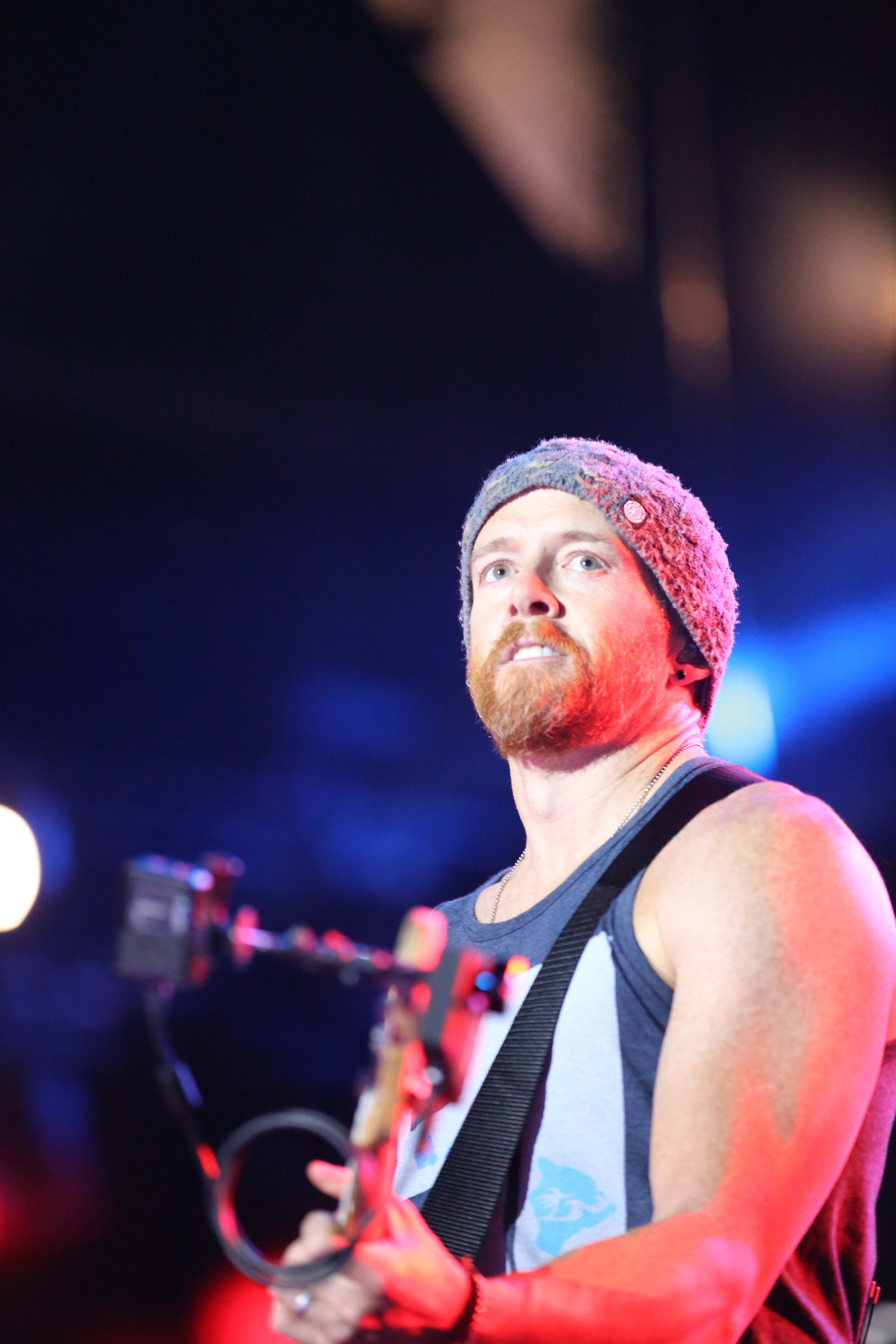
El bajista Dave Farrell comentó en una entrevista que a los seguidores les costaría trabajo ver qué hacer con el álbum.

Al igual que los críticos, los seguidores de la banda se dividieron con A Thousand Suns y los primeros síntomas de esta situación llegaron con la publicación de «The Catalyst». MTV realizó una encuesta para medir de qué manera recibían la canción y, aunque una mayoría se mostraba positiva, otra gran cantidad estaba descontenta. Los fanes entonces opinaron sobre el nuevo sonido; James Montgomery de MTV incluyó una selección de comentarios extraídos del debate en la encuesta y resumió que «mientras algunos seguidores de LP elogiaron a la banda (y al video de "Catalyst") por ampliar sus límites, otros estaban algo aturdidos (o incluso preocupados) por la nueva dirección». Sara Ferrer de Orange County Reloaded indicó en su reseña que el disco había dividido las opiniones de oyentes y críticos en «grupos de tómalo o déjalo». Montgomery expresó un parecer similar al decir que «alternativamente emocionó y disminuyó» el número de admiradores de la banda dada su «vasta extensión musical». David Medsker mencionó sobre esta dicotomía entre su trabajo debut y A Thousand Suns: «A corto plazo, perderán más seguidores de los que ganarán con este, pero no caben dudas de cuál tendrá una duración mayor».
En una entrevista con MTV anterior a la publicación del disco, el bajista Dave Farrell comentó: «Sabemos que [el álbum] será diferente y si los seguidores esperan un Hybrid Theory o un Meteora, se sorprenderán. Les tomará tiempo entenderlo y ver qué hacer con él». Con conceptos similares, Chester Bennington afirmó que debido al sonido por el cual la banda era conocida —«una mezcla de rap y heavy metal»—, resultaba «virtualmente imposible» satisfacer a todos sus admiradores por igual. También comentó: «[A Thousand Suns] era algo que sabíamos sin duda que la gente iba tener que asimilar y superar el hecho de que no era lo que esperaban». De todas maneras, expresó que se sentían muy bien al no preocuparse por lo que pensaran los demás y que, por primera vez en sus carreras, sabían lo que en verdad significaba eso. Mike Shinoda también compartió sus pensamientos sobre la recepción dividida de los fanes en su sitio web oficial; agradeció a las personas que aceptaron el álbum y se defendió de las críticas emitidas por los detractores de A Thousand Suns. Sostuvo que desde hacía casi un año y medio habían tomado la «decisión consciente» de llevar su música «por un nuevo camino», que habían predicho que «el lanzamiento del álbum sería incendiario» y que «la nueva dirección sería bienvenida por algunos y resistida fervientemente por otros». Por otra parte, usó una alegoría de un padre que siempre se afeitaba el vello facial y que al volver con barba de un viaje su hijo no lo reconoce, para ejemplificar lo que varios de sus admiradores sentían con este cambio. Concluyó diciendo que el verdadero Linkin Park seguía allí y que su intención era idéntica a la del pasado: «En el estudio, estamos constantemente buscando nuevos sonidos que nos emocionen y nos inspiren». Dado que el disco había sido una innovación muy grande, consideró que fue un éxito y que era más importante «expandir las posibilidades de lo que la banda podía hacer» que la cantidad de ventas. Por otro lado, el coproductor Rick Rubin contó que había reproducido el álbum para gente a la que no le gustaba Linkin Park y que, aun así, lo habían disfrutado. Además comentó que el disco acabaría siendo querido por los seguidores, que le tomaría un tiempo a «la gente que le gustará esto el saber que les gusta» y que estos serían aquellos «de mente abierta que han crecido con la banda».

#### Reconocimientos
El álbum recibió numerosos reconocimientos y nominaciones en 2010 y 2011. La revista Kerrang! eligió a A Thousand Suns como el decimonoveno mejor álbum de 2010. Por otro lado, James Montgomery de MTV lo nombró el vigésimo mejor álbum de dicho año, se refirió a él como «el disco de rock más ambicioso del año» y que no se podía negar «el oscuro y denso poder que posee». En 2011, en los MTV Video Music Awards Japan, A Thousand Suns fue nominado a mejor álbum del año, mientras que «The Catalyst» lo fue a mejor video de grupo y a mejor video de rock. El disco también recibió dos nominaciones a los Billboard Music Awards, las de mejor álbum de rock y mejor álbum alternativo; «Waiting for the End», por su lado, fue nominada como mejor canción alternativa. Su video musical estuvo nominado en la categoría de mejores efectos especiales en los MTV Video Music Awards; la banda ganó el premio al mejor grupo internacional de rock o música alternativa en los premios ECHO. «Blackout» recibió un reconocimiento a la mejor canción en un videojuego en los MTV Video Game Awards por aparecer en FIFA 11. «Waiting for the End», además, fue nominada a mejor canción de rock y Linkin Park, a mejor grupo de rock en los Teen Choice Awards.

## Lista de canciones
Todas las canciones escritas y compuestas por Linkin Park. 
| N.º   | Título                                                                   | Duración |  |
| 1.    | «The Requiem»                                                            | 2:01     |  |
| 2.    | «The Radiance» (presenta un discurso de Robert Oppenheimer)              | 0:57     |  |
| 3.    | «Burning in the Skies»                                                   | 4:13     |  |
| 4.    | «Empty Spaces»                                                           | 0:18     |  |
| 5.    | «When They Come for Me»                                                  | 4:53     |  |
| 6.    | «Robot Boy»                                                              | 4:28     |  |
| 7.    | «Jornada Del Muerto»                                                     | 1:34     |  |
| 8.    | «Waiting for the End»                                                    | 3:51     |  |
| 9.    | «Blackout»                                                               | 4:39     |  |
| 10.   | «Wretches and Kings» (presenta un discurso de Mario Savio)               | 4:10     |  |
| 11.   | «Wisdom, Justice, and Love» (presenta un discurso de Martin Luther King) | 1:38     |  |
| 12.   | «Iridescent»                                                             | 4:56     |  |
| 13.   | «Fallout»                                                                | 1:23     |  |
| 14.   | «The Catalyst»                                                           | 5:39     |  |
| 15.   | «The Messenger»                                                          | 3:01     |  |
| 47:41 |                                                                          |          |  |

| Pista adicional de la edición de Best Buy |                                        |          |  |
| N.º                                       | Título                                 | Duración |  |
| 16.                                       | «The Catalyst (remezcla de «NoBraiN»)» | 4:22     |  |
| 52:03                                     |                                        |          |  |

| Pistas adicionales de la edición japonesa |                                                                                  |          |  |
| N.º                                       | Título                                                                           | Duración |  |
| 16.                                       | «New Divide» (En directo en el Terra Vibe Park en Atenas el 21 de julio de 2009) | 4:54     |  |
| 52:35                                     |                                                                                  |          |  |

| Pista adicional de iTunes (versión de lujo) |                                            |          |  |
| N.º                                         | Título                                     | Duración |  |
| 16.                                         | «Blackbirds» (Canción de 8-Bit Rebellion!) | 3:21     |  |
| 17.                                         | «The Catalyst»                             | 4:43     |  |
| 18.                                         | «Waiting for the End»                      | 3:54     |  |
| 59:39                                       |                                            |          |  |

| Pistas adicionales de la edición británica de iTunes |                       |          |  |
| N.º                                                  | Título                | Duración |  |
| 16.                                                  | «New Divide»          | 4:35     |  |
| 17.                                                  | «Waiting for the End» | 4:04     |  |
| 18.                                                  | «Breaking the Habit»  | 4:00     |  |
| 19.                                                  | «The Catalyst»        | 5:57     |  |
| 20.                                                  | «In the End»          | 3:48     |  |
| 21.                                                  | «What I've Done»      | 3:32     |  |
| 1:13:37                                              |                       |          |  |

| Pistas adicionales del DVD |                                                                  |          |  |
| N.º                        | Título                                                           | Duración |  |
| 1.                         | «Meeting of A Thousand Suns» (Se relata cómo fue hecho el álbum) | 29:46    |  |

| Pistas adicionales de A Thousand Suns + (Live from Madrid) |                                      |          |  |
| N.º                                                        | Título                               | Duración |  |
| 1.                                                         | «The Requiem»                        | 1:38     |  |
| 2.                                                         | «Wretches and Kings»                 | 4:25     |  |
| 3.                                                         | «Papercut»                           | 3:18     |  |
| 4.                                                         | «New Divide»                         | 4:31     |  |
| 5.                                                         | «Faint»                              | 4:08     |  |
| 6.                                                         | «Empty Spaces/When They Come for Me» | 5:31     |  |
| 7.                                                         | «Waiting for the End»                | 3:53     |  |
| 8.                                                         | «Iridescent»                         | 5:02     |  |
| 9.                                                         | «Numb»                               | 3:11     |  |
| 10.                                                        | «The Radiance» (versión en piano)    | 1:50     |  |
| 11.                                                        | «Breaking the Habit»                 | 3:59     |  |
| 12.                                                        | «Shadow of the Day»                  | 5:15     |  |
| 13.                                                        | «Fallout»                            | 1:25     |  |
| 14.                                                        | «The Catalyst»                       | 6:10     |  |
| 15.                                                        | «The Messenger»                      | 3:41     |  |
| 16.                                                        | «In the End»                         | 3:29     |  |
| 17.                                                        | «What I've Done»                     | 3:32     |  |
| 18.                                                        | «Bleed It Out/A Place for My Head»   | 5:06     |  |

### Contenido adicional en la versión de iTunes
La edición de lujo puesta a la venta a través de iTunes. Incluye, además de ciertas pistas adicionales, una serie de archivos multimedia:
- Veinte fotografías de la banda en el estudio.
- Un documental de treinta minutos acerca de cómo se hizo A Thousand Suns.
- Visualizadores de Linkin Park.
- Un acertijo con un código secreto.
- El video musical de «The Catalyst».
- «Blackbirds», una canción presente en su videojuego Linkin Park: 8 Bit Rebellion!.[178]

## A Thousand Suns – Live Around the World
A Thousand Suns – Live Around the World es un álbum en directo lanzado en 2012 que contiene versiones en vivo de diez de las canciones de A Thousand Suns; estos temas fueron grabados en varias ciudades entre 2010 y 2011. Justin Farrar, del sitio web Rhapsody, lamentó que «Robot Boy» no se encontrara en el disco y comentó que «puede que no se trate de material de estadio necesariamente, pero el tema de cuatro minutos es por lejos uno de los intentos más interesantes del grupo en el rock electrónico con tintes de ambient».

### Lista de temas
| A Thousand Suns – Live Around the World |                                               |          |  |
| N.º                                     | Título                                        | Duración |  |
| 1.                                      | «The Requiem» (en Londres, en 2010)           | 2:30     |  |
| 2.                                      | «Burning in the Skies» (en Hamburgo, en 2011) | 4:12     |  |
| 3.                                      | «When They Come for Me» (en París, en 2010)   | 5:06     |  |
| 4.                                      | «Jornada Del Muerto» (en Hamburgo, en 2011)   | 1:50     |  |
| 5.                                      | «Waiting for the End» (en Berlín, en 2010)    | 3:56     |  |
| 6.                                      | «Blackout» (en Hamburgo, en 2011)             | 4:34     |  |
| 7.                                      | «Wretches and Kings» (en Las Vegas, en 2011)  | 3:54     |  |
| 8.                                      | «Iridescent» (en París, en 2010)              | 4:58     |  |
| 9.                                      | «The Catalyst» (en París, en 2010)            | 5:54     |  |
| 10.                                     | «The Messenger» (en Las Vegas, en 2011)       | 3:53     |  |

## Personal
Linkin Park
- Chester Bennington – voz, letras, guitarra rítmica («Iridescent»), percusión («When They Come for Me» y «Blackout»), sampler («Wretches and Kings»).
- Rob Bourdon – batería, percusión, coros.
- Brad Delson – sampler, coros, teclados, percusión («When They Come for Me», «Blackout» y «The Catalyst»), guitarra acústica («The Messenger»), voz («Empty Spaces»)
- Joe Hahn – turntablism, coros, director creativo.
- Dave «Phoenix» Farrell – bajo, coros, teclado («Blackout»)
- Mike Shinoda – voz, rapping, producción, ingeniero de sonido, letras, Pro Tools, director creativo, guitarras, sintetizadores, piano.

Samples
- Martin Luther King – discurso «Más allá de Vietnam: un tiempo para romper el silencio» – («Wisdom, Justice, and Love»).
- Robert Oppenheimer – entrevistado – («The Radiance»).
- Mario Savio – discurso «Cuerpo y alma para parar la máquina» – («Wretches and Kings»).

Producción
- Rick Rubin – productor.
- Mike Shinoda – productor, ingeniero de sonido, director creativo, Pro Tools.
- Neal Avron – mezcla.
- Kymm Britton – publicidad.
- Anton Brooks – publicidad.
- Lindsay Chase – coordinación de la producción.
- Brad Delson – Pro Tools.
- Ryan DeMarti – coordinación de la producción, A&R.
- Nicolas Fournier – asistente.
- Joe Hahn – director creativo.
- Jerry Johnson – técnico de percusión.
- Liza Joseph – A&R.
- Frank Maddocks – dirección artística, diseño, director creativo.
- Ethan Mates – ingeniero de sonido, Pro Tools.
- Vlado Meller – masterización.
- Josh Newell – ingeniero, Pro Tools.
- Czeslaw «NoBraiN» Sakowski – programación.
- Mark Santangelo – asistente
- Peter Standish – mercadotecnia
- Josh Vanover – carátula, director creativo
- Ellen Wakayama – directora creativa.
- Tom Whalley – A&R

Fuente: Allmusic.

## Posicionamiento en las listas y certificaciones

### Listas
| Lista (2010)                                      | Posición más alta |
| ------------------------------------------------- | ----------------- |
| Australia (ARIA Charts)                           | 1                 |
| Austria (Austria Albums Top 75)                   | 1                 |
| Región Flamenca (Belgian Albums Chart)            | 2                 |
| Región Valona (Belgian Albums Chart)              | 4                 |
| Canadá (Canadian Albums Chart)                    | 1                 |
| Dinamarca (Danish Albums Chart)                   | 2                 |
| Unión Europea (European Top Albums Chart)         | 1                 |
| Finlandia (Finnish Albums Chart)                  | 6                 |
| Francia (French Albums Chart)                     | 4                 |
| Alemania (German Albums Chart)                    | 1                 |
| Grecia (Greek Albums Chart)                       | 2                 |
| Hungría (Hungarian Albums Chart)                  | 3                 |
| Irlanda (Irish Albums Chart)                      | 3                 |
| Japón (Japanese Albums Chart)                     | 2                 |
| Países Bajos (Netherlands Albums Chart)           | 7                 |
| Nueva Zelanda (New Zealand Albums Chart)          | 1                 |
| Noruega (Norwegian Albums Chart)                  | 4                 |
| Polonia (ZPAV)                                    | 2                 |
| Portugal (Portuguese Albums Chart)                | 1                 |
| Rusia (Russian Albums Chart)                      | 3                 |
| España (Promusicae)                               | 3                 |
| Suecia (Swedish Albums Chart)                     | 5                 |
| Suiza (Swiss Albums Chart)                        | 1                 |
| Reino Unido (UK Albums Chart)                     | 2                 |
| Estados Unidos (Billboard 200)                    | 1                 |
| Estados Unidos (Billboard Top Alternative Albums) | 1                 |
| Estados Unidos (Billboard Top Hard Rock Albums)   | 1                 |
| Estados Unidos (Billboard Top Rock Albums)        | 1                 |
| Estados Unidos (Billboard Top Digital Albums)     | 1                 |

### Certificaciones
| País            | Asociación | Certificación |
| --------------- | ---------- | ------------- |
| Australia       | ARIA       | Platino       |
| Austria         | IFPI       | Oro           |
| Brasil          | ABPD       | Oro           |
| Canadá          | CRIA       | Platino       |
| Finlandia       | ÄKT/IFPI   | Oro           |
| Oriente Próximo | IFPI       | Oro           |
| Alemania        | BVMI       | 3x Oro        |
| Irlanda         | IRMA       | Oro           |
| Italia          | FIMI       | Oro           |
| Japón           | RIAJ       | Oro           |
| Rusia           | NFPP       | Platino       |
| Suiza           | IFPI       | Oro           |
| Reino Unido     | BPI        | Platino       |
| Estados Unidos  | RIAA       | Oro           |

### Listas de fin de año
| Lista (2010)                                  | Posición |
| --------------------------------------------- | -------- |
| Japón (lista de álbumes Oricon)               | 50       |
| Suiza (Swiss Albums Chart)                    | 16       |
| Estados Unidos (Billboard 200)                | 53       |
| Estados Unidos (Billboard Alternative Albums) | 5        |
| Estados Unidos (Billboard Rock Albums)        | 7        |
| Estados Unidos (Billboard Hard Rock Albums)   | 2        |

| Lista (2011)                                  | Posición |
| --------------------------------------------- | -------- |
| Suiza (Swiss Albums Chart)                    | 86       |
| Estados Unidos (Billboard 200)                | 107      |
| Estados Unidos (Billboard Alternative Albums) | 12       |
| Estados Unidos (Billboard Rock Albums)        | 15       |
| Estados Unidos (Billboard Hard Rock Albums)   | 3        |

### Sencillos
| Año  | Canción                     | Máxima posición en las listas | Máxima posición en las listas | Máxima posición en las listas | Máxima posición en las listas | Máxima posición en las listas | Máxima posición en las listas | Máxima posición en las listas | Máxima posición en las listas | Máxima posición en las listas | Máxima posición en las listas | Máxima posición en las listas | Máxima posición en las listas | Máxima posición en las listas | Máxima posición en las listas | Máxima posición en las listas | Máxima posición en las listas | Máxima posición en las listas | Máxima posición en las listas | Máxima posición en las listas |
| Año  | Canción                     | US                            | US Alt.                       | US Rock                       | AUS                           | NZL                           | UK                            | UK Rock                       | AUT                           | BEL (FL)                      | BEL (VA)                      | FIN                           | FRA                           | GER                           | ITA                           | IRL                           | NLD                           | POR                           | SWE                           | SWI                           |
| ---- | --------------------------- | ----------------------------- | ----------------------------- | ----------------------------- | ----------------------------- | ----------------------------- | ----------------------------- | ----------------------------- | ----------------------------- | ----------------------------- | ----------------------------- | ----------------------------- | ----------------------------- | ----------------------------- | ----------------------------- | ----------------------------- | ----------------------------- | ----------------------------- | ----------------------------- | ----------------------------- |
| 2010 | «The Catalyst» (Oro)        | 27                            | 1                             | 1                             | 33                            | 27                            | 40                            | 1                             | 18                            | 56                            | 44                            | —                             | —                             | 11                            | —                             | —                             | 95                            | 27                            | 31                            | 29                            |
| 2010 | «Waiting for the End» (Oro) | 42                            | 1                             | 2                             | —                             | —                             | 90                            | 3                             | 34                            | 70                            | —                             | —                             | —                             | 29                            | —                             | —                             | —                             | 26                            | —                             | 58                            |
| 2011 | «Burning in the Skies»      | —                             | —                             | —                             | —                             | —                             | —                             | 16                            | 35                            | —                             | —                             | —                             | —                             | 43                            | —                             | —                             | —                             | 35                            | —                             | 41                            |
| 2011 | «Iridescent»                | 81                            | 19                            | 29                            | 39                            | —                             | 93                            | 2                             | 52                            | —                             | 70                            | —                             | —                             | 46                            | —                             | —                             | —                             | —                             | —                             | 69                            |

### Otras canciones en las listas
| Año  | Canción      | Posición más alta | Posición más alta | Posición más alta | Posición más alta | Posición más alta | Posición más alta | Posición más alta | Posición más alta | Posición más alta | Posición más alta | Posición más alta | Posición más alta | Posición más alta | Posición más alta | Posición más alta | Posición más alta | Posición más alta | Posición más alta | Posición más alta | Posición más alta |
| Año  | Canción      | US                | US Alt.           | US Rock           | AUS               | NZL               | UK                | UK Rock           | AUT               | BEL (FL)          | BEL (VA)          | FIN               | FRA               | GER               | ITA               | IRL               | NLD               | POR               | SWE               | SWI               |                   |
| ---- | ------------ | ----------------- | ----------------- | ----------------- | ----------------- | ----------------- | ----------------- | ----------------- | ----------------- | ----------------- | ----------------- | ----------------- | ----------------- | ----------------- | ----------------- | ----------------- | ----------------- | ----------------- | ----------------- | ----------------- | ----------------- |
| 2010 | «Blackbirds» | —                 | —                 | —                 | —                 | —                 | —                 | 21                | —                 | —                 | —                 | —                 | —                 | —                 | —                 | —                 | —                 | —                 | —                 | —                 |                   |
| 2010 | «Blackout»   | —                 | —                 | —                 | —                 | —                 | —                 | 28                | —                 | —                 | —                 | —                 | —                 | —                 | —                 | —                 | —                 | —                 | —                 | —                 |                   |

## Lanzamientos
| Región                     | Fecha                                                                     | Formato                                                            |
| -------------------------- | ------------------------------------------------------------------------- | ------------------------------------------------------------------ |
| Hungría                    | 9 de septiembre de 2010                                                   | CD, Descarga digital, DVD, LP, Edición especial «Gunpla»(en Japón) |
| Alemania · Austria · Suiza | 10 de septiembre de 2010                                                  | CD, Descarga digital, DVD, LP, Edición especial «Gunpla»(en Japón) |
| Polonia                    | 13 de septiembre de 2010                                                  | CD, Descarga digital, DVD, LP, Edición especial «Gunpla»(en Japón) |
| Estados Unidos             | 14 de septiembre de 2010                                                  | CD, Descarga digital, DVD, LP, Edición especial «Gunpla»(en Japón) |
| Japón                      | 15 de septiembre de 2010 29 de septiembre de 2010 24 de noviembre de 2010 | CD, Descarga digital, DVD, LP, Edición especial «Gunpla»(en Japón) |